# Cmentarz św. Antoniego w Toruniu
Cmentarz parafialny pw. św. Antoniego w Toruniu (nazwa zwyczajowa: cmentarz na Wrzosach) – czynny cmentarz parafialny, administrowany przez rzymskokatolicką parafię św. Antoniego w Toruniu. Znajduje się przy ul. Owsianej 57 na Wrzosach w Toruniu. Jego powierzchnia wynosi 0,53 ha.
Cmentarz powstał pomiędzy 1892 a 1909 rokiem.
Spoczywają tu m.in.:
- ks. Wacław Grabowski (1888–1961) – kapłan metropolii wileńskiej w latach 1946–1958, duszpasterz parafii św. Antoniego w Toruniu;
- Tadeusz Moniuszko (1926–1980) – żołnierz Armii Krajowej;
- Jerzy Przybysz (1924–2017) – lekarz psychiatra;
- Izabela Żurawska (zm. 2005) – żołnierz Armii Krajowej i konserwator zabytków.